# Безкровный, Алексей Данилович
Алексе́й Дани́лович Безкро́вный (Бескровный) (1785 — 9 июня 1833) — генерал-майор (08.06.1828), наказной атаман Черноморского казачьего войска (1827-1830).

## Биография
Потомок запорожских казаков. В 1792 г. в составе Черноморского Войска Безкровные переселились на Кубань. Отец — обер-офицер этого войска, родовой дом имел в куренном селении Щербиновском.
Образование получил только домашнее. Был обучен русской грамоте (умел читать и писать) и знал «часть российской арифметики».
В 1800 г. он поступил на воинскую службу. Был зачислен в Черноморское войско простым казаком. Принимал участие в Закубанских походах против горцев. С 1803 г. — сотенный есаул. В 1808 г. за храбрость и отличия произведён в хорунжие.
В сражении с горцами на реке Ильедерке 11 марта 1810 г. был тяжело ранен пулей в левое плечо с повреждением костей.
В 1811 г. был переведён во вновь созданную Отдельную Черноморскую сотню, вошедшую в состав лейб-гвардии Казачьего полка.
Участник Отечественной войны 1812 года. В составе гвардии Безкровный участвует в тяжёлых и почти беспрерывных арьергардных боях. Командуя Черноморской гвардейской офицерской сотней, в 1812 г. А. Безкровный отличился в Бородинском сражении, где с двумя взводами своей сотни, невзирая на сильный картечный огонь, врубился во французскую батарею и взял в плен двух офицеров и девять солдат. Во время этой отчаянной атаки под ним убили лошадь, а сам он получил ранение картечью в левую ногу. 28 августа 1812 г. Безкровный с черноморской сотней, в составе стрелковой цепи, с 3 часов дня и до 7 вечера отбивал атаки неприятеля.
Успешно сражался также и в других сражениях при преследовании отступающих наполеоновских войск. Был награждён золотым оружием «за храбрость». В сражениях конца 1812 г. Безкровный показал себя не только человеком беззаветной отваги, идущим в атаку впереди всех, но и умным, инициативным и находчивым командиром, тактически грамотным военачальником.
В 1813 г. А. Безкровный, за проявленную выдающуюся храбрость, был назначен в конвой императора Александра I. Состоя в конвое императора, Безкровный 8 и 9 мая участвует в сражении под Бауценом, в августе-октябре — ещё в пяти крупных сражениях.
За военные успехи получил чины штабс-ротмистра (1816), а затем ротмистра (1817), его сотня заслужила серебряные трубы. Во время заграничных походов русской армии 1813—1814 гг. получил ранения в сражениях под Кульмом и Лейпциге.
Высочайшим Указом переведен из Лейб-Гвардии в Черноморское войско в чине подполковника.
20 апреля 1818 г. за храбрость и отвагу, проявленные в Битве народов, А.Д. Безкровный получил чин полковника и орден Святого Владимира 4-й степени с бантом (30.12.1813).
Вернувшись на Кубань, полковник Бескровный командовал 9-м казачьим полком в составе отряда генерала Власова и принял участие в нескольких закубанских экспедициях против горцев. За усердие в службе и храбрость награждён суммой в 5 тыс. рублей и бриллиантовым перстнем.
6 мая 1823 г. назначен комиссаром вновь сформированного 3-го конного полка, с которым по ноябрь 1826 г. находился в Царстве Польском на охране границы с Пруссией. За усердие в службе и решительные действия по пресечению пожара, вспыхнувшего 4 апреля 1826 г. в Млаве, получил благодарность от великого князя Константина Павловича и орден Святой Анны 2-й степени (22.08.1826).
21 марта 1827 г. его полк возвратился в Черноморию.
27 сентября 1827 г. Безкровный был назначен войсковым атаманом Черноморского Войска с командованием Черноморской кордонной линией. В этом же году переименован в наказного атамана.
Во время русско-турецкой войны 1828—1829 гг. — командир отдельного Таманского отряда, состоявшего из казаков и регулярных частей.
Отличился при взятии турецкой крепости Анапы, где командовал передовыми отрядами, осаждавшими крепость. При этом получил ранение картечью в левую руку. За удачные действия был произведён в генерал-майоры (08.06.1828) и награждён орденом Святого Георгия 4-й степени (01.07.1828). Находившимся под его начальством полкам Черноморского войска были пожалованы знамёна.
В 1829—1830 гг. провёл ряд удачных экспедиций против враждебных России горцев, (натухайцев, абадзехов и шапсугов), за что в награду получил золотую саблю с надписью "За храбрость", украшенную алмазами (17.09.1829). В начале 1830 г. успешно отразил набег 5-тысячного отряда горцев, возглавляемого шапсугским предводителем Казбичем, а 30 января 1830 г. отряд Бескровного сам вошел в земли шапсугов, атаман лично участвовал в рукопашной схватке, в которой получил три тяжёлые сабельные раны. В том же году по его приказу были построены три укрепления на Кубани, одно из которых было названо в его честь Алексеевским.
Но вскоре наместником на Кавказе И.Ф. Паскевичем был обвинён в злоупотреблениях, попал в опалу и 11 ноября 1830 г. отставлен от должности атамана Черноморского казачьего войска.
Последние годы жизни находился под судом. Он тяжело заболел и умер 9 июня 1833 года в возрасте 48 лет, из списков исключён 28 июня 1833 года. Похоронен в Скорбященской церкви в Краснодаре.
Умирая, Безкровный завещал значительный капитал на постройку Екатеринодарской богадельни для казаков своего войска, а также городу Екатеринодару — принадлежавший ему лес по левой стороне реки Карасун.
В Кондуитном списке атамана, составленном на 1 января 1829 года, указано, что за 30 лет службы он участвовал в 14 кампаниях и более чем в 100 сражениях. Портрета Безкровного не сохранилось. По воспоминаниям современников, он обладал огромной физической силой, был высокий, статный, с красивым и мужественным лицом. Обладал уникальными воинскими способностями, ловкостью, храбростью и проницательным умом.

## Награды
- Орден Святого Владимира 4-й степени с бантом (30.12.1813)

- Орден Святой Анны 2-й степени (22.08.1826)

- Орден Святого Георгия 4-й степени (01.07.1828)

- Золотая сабля с надписью "За храбрость", украшенная алмазами (17.09.1829)

## Память
- В августе 1904 его имя было присвоено 1-му Таманскому генерала Безкровного полку Кубанского казачьего войска.
- В 2008 г. на центральной площади ст. Старощербиновской Краснодарского края А. Д. Безкровному установлен памятник. Архивная копия от 4 марта 2016 на Wayback Machine
- Также у крепости «Русские ворота» в г. Анапе Казаками Анапского городского казачьего общества сооружен памятник атаману.
- Именем атамана А. Д. Безкровного в 1995 году названа одна из новых улиц в Краснодаре[1].